# Union des clubs professionnels de rugby
 (mars 2018).
L'Union des clubs professionnels de rugby (UCPR) est un syndicat patronal représentant les clubs de rugby à XV français possédant un statut professionnel. Chaque club de Top 14 et de Pro a la faculté d'adhérer au syndicat.

## Historique
Le syndicat est né de la fusion de deux structures préexistantes, l'UCPR et PRO 1, le 11 novembre 2004 sous la dénomination de Prorugby, nom qui sera abandonné au profit de l'appellation actuelle d'Union des clubs professionnels de rugby (UCPR) à compter du 16 septembre 2007. Le syndicat regroupe les clubs professionnels de Top 14 et de Pro D2.
Son rôle en tant que syndicat professionnel est :
- d'étudier et de défendre les droits et intérêts, tant individuels que collectifs, des clubs professionnels de rugby participant aux compétitions gérées par la LNR ;
- de développer et resserrer les liens unissant les clubs ;
- de procéder à toutes propositions ou recherches de solutions aux problèmes sociaux, économiques, juridiques ou professionnels, qui se posent aux clubs[1].

Le syndicat a représenté les clubs dans le cadre de la négociation de la convention collective du rugby professionnel, signée le 29 mars 2005, et continue depuis cette date à assurer leur représentation au sein de la commission paritaire qui veille à l'application de cette convention collective et la fait évoluer.
Il intervient également dans le dialogue social de la branche du sport par l'intermédiaire de son adhésion depuis 2007 au Conseil social du mouvement sportif (l'UCPR est depuis cette date membre du Conseil national CoSMoS et depuis 2013 du Bureau du principal syndicat patronal de la branche sport). L'UCPR est directement représentée au sein de la Ligue nationale de rugby :
- pour le comité directeur par son président ;
- au sein de différentes commissions (formation, juridique, sociale…) par des représentants[1].

L'UCPR est également représentée au sein de la commission des agents de la FFR et de la commission formation mixte FFR/LNR.
En juin 2014, l'UCPR s'associe aux unions de clubs professionnels des quatre autres sports collectifs majeurs : UCPB (basket-ball), UCPF (football), UCPH (handball) et UCPVB (volley-ball) pour former le syndicat UNIPROS, première et unique organisation patronale représentant exclusivement les clubs employeurs des sports collectifs professionnels sur le territoire national.

Évolution du logo
Logo jusqu'en 2018.
Logo depuis 2018.

## Direction
Le syndicat est administré par un bureau composé de dix membres qui comprend cinq représentants de clubs de Top 14 et cinq représentants de clubs de Pro D2.
Le bureau :
- administre le syndicat, ses responsabilités et son patrimoine ;
- établit le règlement intérieur si nécessaire et prépare l'ordre du jour de l'assemblée générale et les résolutions à y soumettre ;
- exécute les décisions de l'assemblée générale ;
- décide et accomplit tout ce qui n’est pas de la compétence de l'assemblée générale[4].

### Liste des présidents
- 11 novembre 2004 - 22 mai 2017 : Marcel Martin[5]
- 22 mai 2017 - 1er juillet 2017 : Matthias Rolland (président intérimaire)[6]
- Depuis le 1er juillet 2017 : Alain Carré[6]

### Bureau élu le5octobre2009
- Président : Marcel Martin
- Secrétaire : Patrick Vianco
- Trésorier : Thierry Emin
- Vice-président : Jean-Marc Lhermet
- Vice-président : Stéphane Rongiere

Lors de l'assemblée générale le 4 octobre 2010, Vincent Merling et Alain Pecastaing sont élus pour succéder à Stéphane Rongiere et Patrick Vianco, respectivement en qualité de secrétaire et de vice-président.

### Bureau élu le28novembre2011
- Président : Marcel Martin
- Secrétaire : Alain Tingaud
- Trésorier : Thierry Emin
- Vice-président : Cédric Bistue
- Vice-président : Jean-Marc Lhermet

Lors de ses réunions des 26 février et 8 mars 2013, le Bureau de l'UCPR a décidé de désigner Daniel Besson (président de l'USAP) en tant que représentant du collège Top 14 pour la fin du mandat en cours dans le cadre de la procédure de désignation transitoire d'un membre en remplacement d'Alain Tingaud.

### Bureau élu le21octobre2013
- Président : Marcel Martin
- Boris Cauquil
- Arnaud Dubois
- Thierry Emin
- Jean-Marc Lhermet

Lors de l'assemblée générale le 6 octobre 2014, Arnaud Tourtoulou est élu en qualité de représentant des clubs de Top 14 pour remplacer Boris Cauquil.

### Bureau élu le18janvier2016
- Président : Marcel Martin
- Secrétaire : Julien Albinet
- Trésorier : Jean-Pierre Bourliataud
- Vice-président : Arnaud Dubois
- Vice-président : Matthias Rolland

Le président Marcel Martin décède le 22 mai 2017 à l'âge de 83 ans. Sur proposition de Matthias Rolland, président intérimaire, le bureau présente alors sa démission collective, suscitant de fait l’organisation d’une élection.

### Bureau élu le1erjuillet2017[6]
- Président : Alain Carré
- Secrétaire général : Matthias Rolland
- Trésorier : Jean-Pierre Bourliataud
- Vice-président Top 14 : Thierry Emin
- Vice-président Pro D2 : Pierre-Olivier Valaize

En 2018, le bureau du syndicat est élargi à 7 membres. Didier Lacroix, président du Stade toulousain et Bernard Pontneau, président de la Section paloise, rejoignent alors le bureau élu en 2017.

### Bureau élu le25novembre2019
- Président : Alain Carré
- Secrétaire général : Matthias Rolland
- Trésorier : Jean-Pierre Bourliataud
- vice-président Top 14 : Didier Lacroix
- vice-président Pro D2 : Thierry Emin
- François Coville
- Bernard Pontneau

À la suite de l'élection du nouveau Bureau de la LNR, les deux vice-présidents Didier Lacroix et Thierry Emin ont intégré en tant que représentants de leurs clubs respectifs le bureau de la Ligue et ne peuvent statutairement poursuivre leur mandat au niveau du syndicat (incompatibilité prévue par les statuts UCPR).
Réuni le 19 avril 2021, le bureau UCPR a validé à l'unanimité la désignation à titre transitoire de Philippe Tayeb, président de l'Aviron bayonnais, en qualité de membre représentant le collège Top 14 et de Jean-Robert Cazeaux, président du Stade montois en qualité de membre représentant le collège Pro D2 pour compléter le bureau jusqu’à la nouvelle élection du bureau.
- Président : Alain Carré
- Secrétaire général : Matthias Rolland
- Trésorier : Jean-Pierre Bourliataud
- vice-président Top 14 : Bernard Pontneau
- vice-président Pro D2 : François Coville
- Philippe Tayeb
- Jean-Robert Cazeaux

### Bureau élu le27 septembre2021
Lors de l'assemblée générale du 27 septembre 2021, Alain Carré est réélu à la tête du syndicat pour un nouveau mandat de quatre ans.
- Président : Alain Carré
- Secrétaire général : Matthias Rolland
- Trésorier : Philippe Tayeb
- Vice-président Top 14 : Bernard Pontneau
- Vice-président Pro D2 : François Coville
- Jean-Michel Guillon
- Patrick Serrière
- Pierre Venayre
- Jean-Robert Cazeaux
- Régis Dumange

Lors de l'assemblée générale du 17 novembre 2022, Xavier Ric, directeur général du CA Brive, est élu à la place de Patrick Serrière, ancien directeur général du Racing 92.
Lors de l'assemblée générale du 20 novembre 2023, Benoît Vaz, directeur général de l'ASM Clermont Auvergne, et Antoine Roger, directeur général du Soyaux Angoulême XV Charente, sont élus au sein du bureau pour remplacer Jean-Michel Guillon, ancien président de l'ASM Clermont Auvergne, et Régis Dumange, démissionnaire après son élection à la vice-présidence de la Ligue nationale de rugby.
Lors de l'assemblée générale du 23 septembre 2024, Arthur Bachès, directeur général de l'AS Béziers, est élu à la place de François Coville en tant que représentants des clubs de Pro D2 après l'accession en Top 14 du Rugby club vannetais. Jean-Robert Cazeaux devient alors vice-président Pro D2.